# 21986 Alexanduribe
21986 Alexanduribe (1999 XO17) là một tiểu hành tinh vành đai chính được phát hiện ngày 2 tháng 12 năm 1999 bởi nhóm nghiên cứu tiểu hành tinh gần Trái Đất phòng thí nghiệm Lincoln ở Socorro.